# Zénón bizánci császár
Zénón (görög Ζήνων, latin Zeno, Zenopolisz, 426 körül – Konstantinápoly, 491. április 9.) iszauri származású keletrómai császár 474-től 475-ig, illetve 476-tól haláláig. I. León veje és II. León apja volt. Fia társcsászáraként került trónra, majd annak tragikus hirtelenséggel bekövetkezett halála után egymaga emelkedett trónra. Uralkodása ideje alatt összeesküvések és intrikák sorozatával kellett felvennie a harcot. Ennek ellenére mintegy 17 éven át megtartotta a trónját, és 491-ben halálozott el. Örököse nem volt, így felesége, Ariadné választottja, az idős Anasztasziosz követte a trónon.

## Barbár a birodalom hadai élén
Tarasikodissa vagy Trascalissaeus az kis-ázsiai izauriak (a kurdok feltételezett ősei) közül származott. Anyját Lallisnak, apját vagy szülővárosát Rusumbladának hívták. A barbárnak tartott törzs már vagy két évszázada római uralom alatt élt, és kapóra jött I. León császárnak, aki az egyre megbízhatatlanabb germán és alán zsoldoshadsereg, illetve a rájuk támaszkodó elit háttérbe szorításán fáradozott.
A császár 460-as évek közepén figyelt fel a kiváló harcosra, aki azzal, hogy 466-ban leleplezte a hadsereget irányító Aspar fia, Ardabur hűtlenségét, nélkülözhetetlenné tette magát. Érdemeiért elnyerte León idősebbik lányának, Ariadnénak a kezét. León sógora, Basziliszkosz vandálok ellen indított sikertelen vállalkozása (468) után a germánbarát vonal pozíciója ismét megerősödött – igaz, 469-ben Zénó consul volt. Miután 470-ben Ardabur támogatta a trákiai felkelőket, a császár döntött arról, hogy végleg leszámol velük. Erre 471-ben került sor, Zénó pedig hadvezér magister utriusquae militae lett saját jogán.
Ilyen rangban elűzte Epeiroszból az oda 469-ben betört vandálokat, és a Duna mentén harcolt a betörő gepidákkal és hunokkal.

## A trónon
Zénó 474-ben, fia, II. León társcsászáraként került trónra. Miután a fiatal uralkodó meghalt, Zénó egyeduralkodó maradt. Mindjárt uralkodása második évében (475) összeesküvéssel kellett szembenéznie, amit anyósa, Aelia Verina és annak fivére, Basziliszkosz vezetett ellene a gót Theoderich Strabo és az izauri Illus támogatásával. Zénó Izauriába menekült, a trónra emelt Basziliszkosz pedig Illust küldte ellene. A vezér azonban átállt a törvényes uralkodóhoz, és 476-ban közösen indultak Konstantinápoly ellen, amit meg is szereztek augusztusban.
Basziliszkoszt és családját Phrygiába száműzték és megölték, azonban egyelőre az udvarban maradt Verina császárné. A magas rangokig – többek között magister officiorumi tisztségig – jutó Illus ellen az évek folyamán több merényletet kíséreltek meg, amelyek mögött minden valószínűség szerint az áruláson felháborodott Verina állt. Végül őt Izauriába száműzték, Illust pedig Antiochia városába menesztették, mint a keleti hadszíntér főparancsnokát.

## Belügyek, vallásügy
Zénó sosem volt túl népszerű, nyilvánvalóan „barbár” származása miatt. Az sem segített, hogy rendszeresen árulta az udvari tisztségeket, így gyűjtve pénzt kincstárába. A császár ezen túlmenően az asztrológia bűvöletében élt: 490-ben például egy jóslat alapján végeztette ki Pelagius silentariust, aki állítólag hatalomra tört.
Uralkodása alatt egyre éleződött a monofizita-duofizita vita. Basziliszkosz ellencsászár például monofizita volt, és hatálytalanította a 451-es khalkédóni zsinat rendelkezéseit, valamint I. Leó pápa Tomusát, melyek mind Jézus Krisztus Isteni és elválaszthatatlan emberi természetéért szálltak síkra. A keleti tartományokban egyre nőtt a monofizitizmus támogatottsága.
A császár a kompromisszum híve volt, ezért 482-ben Akakiosz pátriárka egyetértésével kiadta a Henótikon című ediktumot, melyben egyik irányzat mellett sem foglalt állást. Csak az első három egyetemes zsinat határozatait ismerte el, a vitás kérdésekről pedig szót sem ejtett. Ez azonban nem volt megoldás: a két marakodó párt mellé egy harmadik, a császár elképzeléseit támogató csoport lépett. Ráadásul III. Félix pápa is elítélte a Henótikont, és kiközösítette Akakioszt, aki viszonzásképpen kitörölte a római püspök nevét a dyptichonokról. Megtörtént Konstantinápoly és Róma első szakítása, az ún. akakioszi skizma, amely ekkor még csak harminc évig tartott.

## Hadügyek
Zénón nem igazán törődött a nyugati eseményekkel, mivel elég súlyos belső problémákkal kellett megküzdenie. 474-ben Nepost ismerte el a Nyugatrómai Birodalom császárának, azonban őt már 475-ben Dalmatiába szorították vissza. Bár 476-ban megbukott a nyugati birodalomfél, Zénón egészen 480-ban bekövetkezett haláláig Nepost ismerte el törvényes uralkodóként. Utána elismerte Odoakert udvara nemesének. Uralkodása elején a vandálokkal is kiegyezett: Geiserich király megtarthatta korábbi hódításait, és Konstantinápoly elismerte a Vandál Királyságot, cserében az afrikai germánok nem törtek be többék a Földközi-tenger keleti medencéjébe.
481-ben Theoderich Strabo egy balesetben elhunyt. Ez kiváló alkalmat teremtett Zénón számára, hogy kijátssza egymás ellen a keleti gótok két balkáni csoportját. A vetélkedésből Strabo gótjai kerültek ki vesztesen, a győztes Theuderich pedig 488-ban a császár biztatására továbbállt népével Itália földjére, ahol megalapította a Keleti Gót Királyságot. A gótok zöme így végleg elhagyta a Balkán vidékét.
483-ban menesztették Illust, aki túszul ejtette Zénón Longinus nevű bátyját. Nem volt hajlandó lemondani tisztségáről, sőt átállította saját oldalára az ellene küldött — szintén izauri — Leontiust is. 484-ben az idős Verina támogatásával Leontiust császárrá kiáltották ki, de Szkítiai Johannesz hadvezér gyors vereséget mért rájuk Antiochiánál. A főszervezők Papirius várába húzódtak vissza, amit a császári erők 488-ban foglaltak el. Verina már az ostrom első évében meghalt, Illust és Leontiust kivégezték. Az Újperzsa Birodalom nem avatkozott Konstantinápoly belügyeibe.
Zénón az alkoholizmusa miatt kirobban családi konfliktusban halt meg.